# Le Peuple français (revue)
Pour les articles homonymes, voir Le Peuple français.
Le Peuple français est une « revue d'histoire populaire », qui fut publiée chaque trimestre de janvier 1971 à janvier 1980.

## Projet
Le but de l'équipe fondatrice était de faire connaitre à un large public l'histoire des classes populaires en France, puis à travers le monde. Une partie de l'équipe du Peuple français a continué l'aventure éditoriale  en créant la revue d'histoire populaire Gavroche en décembre 1981.

## Réalisation
Le Peuple français a édité 26 numéros trimestriels de janvier 1971 à avril 1977, puis 10 numéros trimestriels de janvier 1978 à avril 1980. La revue tirait entre deux et trois mille exemplaires et a compté jusqu'à 1500 abonnés.
Le Peuple français était animé, rédigé, mis en page, routé vers les abonnés et les points de vente en librairie par une équipe réduite de bénévoles (moins de 10 personnes). La gestion administrative et financière était assurée par la même équipe. Les  sept fondateurs étaient des enseignants du secondaire exerçant en région parisienne (puis en province pour certains d'entre eux). Ils avaient fait leurs études universitaires à la Faculté des Lettres et Sciences humaines de Nanterre entre 1965 et 1970 ou à l'École normale supérieure de la rue d'Ulm (un d'entre eux). On y comptait un historien, quatre géographes, un professeur de lettres modernes et un philosophe. Par la suite des étudiants en histoire, en lettres ou en économie sont venus les rejoindre ou bien ont écrit de nombreux articles. D'abord édité par l'« Association des amis du Peuple français », la deuxième série de la revue est ensuite prise en charge une Sarl  fondée par quatre des membres de l'association. La revue était totalement indépendante des partis politiques, des syndicats ou d'autres organisations. Elle ne recevait aucune subvention, ni aucune publicité. Elle ne vivait que du soutien financier et moral de ses lecteurs.

## Ambitions
Ayant participé aux « événements de mai 1968 », les fondateurs-rédacteurs de la revue, étaient consternés par le manque de connaissances sur l'histoire des classes populaires françaises d'une grande partie des militants qu'ils côtoyaient. Ils étaient également scandalisés par les sujets traités dans les revues historiques de l'époque telles Historia ou Le Miroir de l'Histoire. Dans l'éditorial du numéro 1 de janvier 1971 on peut lire "Les grands hommes seuls ne seraient rien,et l'histoire n'est pas une suite incohérente de faits, mais le reflet d'une lutte incessante menée par le peuple pour son émancipation. Dans cette revue, nous nous proposons de mieux faire connaître l'histoire du peuple, c'est-à-dire sa vie quotidienne, ses révoltes, ses joies, ses souffrances. Nous tenterons de ressusciter des événements volontairement passés sous silence ou déformés... Nous essaierons de démystifier un certain nombre de "grands personnages" frauduleusement présentés comme des progressistes ou des amis du peuple".

## Lectorat
La revue était lue par des enseignants du primaire ou du secondaire (en particulier ceux de la tendance syndicale "École émancipée" de la Fédération de l'Éducation nationale), des syndicalistes ouvriers ou employés (en particulier ceux de la CFDT), des collégiens et lycéens par l'intermédiaire de leur CDI. Elle était à la disposition des adhérents de très nombreuses bibliothèques municipales ou de comités d'entreprise. La revue était également lue par des abonnés résidant à l'étranger (Belgique et Suisse principalement).

## Numéros spéciaux
- 1 : Les paysans (du Moyen-Âge à la Révolution de 1789)

### Sources
- Souvenirs d'un des fondateurs de la revue Le Peuple Français puis de Gavroche (Jean Sandrin).
- La totalité de la revue a été mise en ligne sur le site Fragments d'Histoire de la gauche radicale.